# Hipótese da avó
A hipótese da avó é uma hipótese para explicar a existência da menopausa na história da vida humana, identificando o valor adaptativo da rede de parentesco estendido. Baseia-se na "hipótese da mãe" anteriormente postulada, que afirma que à medida que as mães envelhecem, os custos de reprodução tornam-se maiores e a energia dedicada a essas atividades seria melhor gasta ajudando os seus filhos nos seus esforços reprodutivos. Sugere que, ao redirecionar a sua energia para os seus descendentes, as avós podem garantir melhor a sobrevivência dos seus genes através das gerações mais jovens. Ao fornecer sustento e apoio aos seus parentes, as avós não só garantem que os seus interesses genéticos sejam satisfeitos, mas também melhoram as suas redes sociais, o que pode traduzir-se numa melhor aquisição imediata de recursos. Este efeito poderia estender os parentes anteriores a redes comunitárias maiores e beneficiar a aptidão de grupos mais amplos.

## Fundo
Uma explicação para o fenômeno foi apresentada por George C. Williams, que foi o primeiro a postular que a menopausa pode ser uma adaptação. Williams sugeriu que, em algum momento, tornou-se mais vantajoso para as mulheres redirecionar os esforços reprodutivos para um maior apoio à prole existente. Como a prole dependente de uma mulher morreria junto com ela, argumentou ele, as mães mais velhas deveriam parar de produzir novos descendentes e concentrar-se nos já existentes. Ao fazê-lo, evitariam os riscos relacionados com a idade associados à reprodução e, assim, eliminariam uma ameaça potencial à sobrevivência continuada da descendência atual. O raciocínio evolutivo por trás disso é impulsionado por teorias relacionadas.

### Senescência reprodutiva
A incompatibilidade entre as taxas de degradação das células somáticas e dos gametas nas mulheres humanas fornece um paradoxo não resolvido. As células somáticas diminuem mais lentamente e os humanos investem mais na longevidade somática em relação a outras espécies. Como a seleção natural tem uma influência muito mais forte nas gerações mais jovens, as mutações deletérias durante a vida adulta tornam-se mais difíceis de selecionar na população.
Nas placentas femininas, o número de oócitos ovarianos é fixado durante o desenvolvimento embrionário, possivelmente como uma adaptação para reduzir o acúmulo de mutações, que então amadurecem ou se degradam ao longo da vida. Ao nascer existem, normalmente, um milhão de óvulos. No entanto, na menopausa, apenas aproximadamente 400 óvulos teriam realmente amadurecido. Nos seres humanos, a taxa de atresia folicular aumenta em idades mais avançadas (cerca de 38-40), por razões que não são conhecidas. Nos chimpanzés, nossos parentes genéticos não-humanos mais próximos, há uma taxa muito semelhante de atresia de oócitos até os 35 anos de idade, altura em que os humanos experimentam uma taxa muito acelerada em comparação com os chimpanzés. No entanto, as fêmeas dos chimpanzés, ao contrário dos humanos, geralmente morrem ainda na fase reprodutiva.

### Aloparentalidade
A prática de dividir as responsabilidades parentais entre os não-pais proporciona às mulheres uma grande vantagem, pois podem dedicar mais esforço e energia para ter um maior número de descendentes. Embora esta prática seja observada em diversas espécies, tem sido uma estratégia especialmente bem-sucedida para humanos que dependem extensivamente de redes sociais. Um estudo observacional das forrageadoras Aka da África Central demonstrou como o investimento alomaterno na prole aumentou especificamente durante os períodos em que o investimento da mãe na subsistência e nas actividades económicas aumentou.